# Koiralahdensaaret
Koiralahdensaaret är en ö i Finland. Den ligger i sjön Kukkia och i kommunen Pälkäne i den ekonomiska regionen Tammerfors och landskapet Birkaland, i den södra delen av landet, 130 km norr om huvudstaden Helsingfors. Öns största längd är 290 meter i sydöst-nordvästlig riktning. Notera att namnet antyder att det är fråga om flera öar.